# Hong Kong Film Award

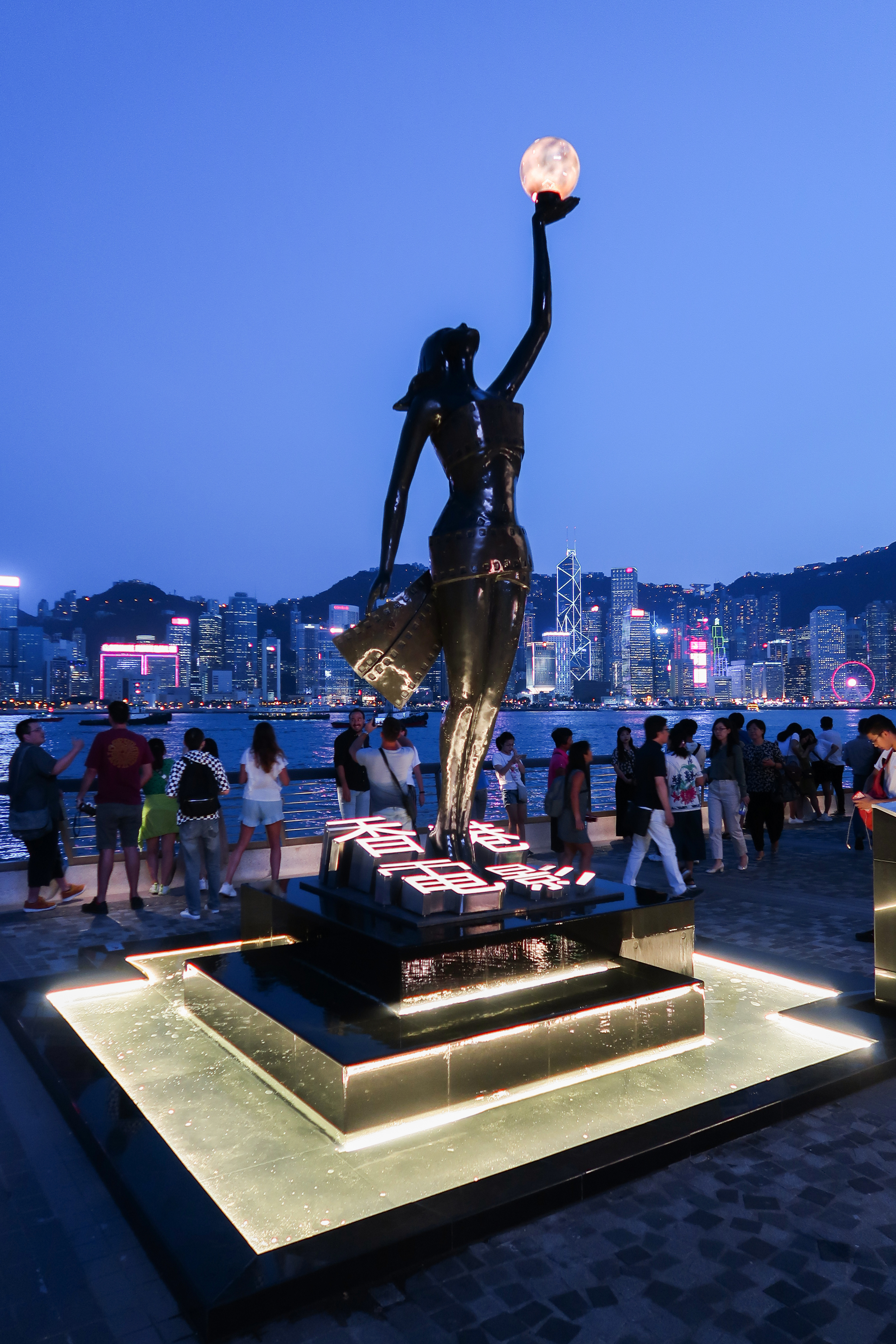
Statue der „Hong Kong Film Award“, Avenue of Stars 2019

Die Hong Kong Film Awards (chinesisch 香港電影金像獎 / 香港电影金像奖, Pinyin Xiānggǎng Diànyǐng Jīnxiàngjiǎng, Jyutping Hoeng1gong2 Din6jing2 Gam1zoeng6zoeng2) sind die bedeutendsten Filmpreise, die von der Hong Kong Film Awards Association (HKFAA) in Hongkong vergeben werden. Seit 1982 werden sie jedes Jahr im April in den verschiedenen Kategorien für filmische Leistungen des Vorjahres im chinesischsprachigen Filmkreis (華語電影界 / 华语电影界), also Filme aus China, Hongkong, Macau, Malaysia, Singapur und Taiwan, vergeben.

## Gremium
Das Vorstandsgremium des Hong Kong Film Award (englisch HKFA Board of Directors) setzt sich aus 14 Vertretern verschiedener Organisationen und Institute der Hongkonger Filmindustrie zusammen. Diese Institutionen sind:
- (Hong Kong) Association of Motion Picture Post Production Professionals (AMP4)
- Hong Kong Chamber of Films
- Hong Kong Cinematography Lighting Association
- Hong Kong Film Arts Association
- Hong Kong Film Composers’ Association Limited.
- Hong Kong Film Directors’ Guild,
- (Hong Kong) Motion Picture Industry Association (M.P.I.A.)
- Hong Kong Movie Production Executives Association
- Hong Kong Performing Artistes Guild
- Hong Kong Screen Writer’s Guild
- (Hong Kong) Society of Cinematographers
- (Hong Kong) Society of Film Editors
- Hong Kong Stuntman Association
- Hong Kong Theatres Association

## Kategorien
- Bester Film (最佳電影)
- Bester Regisseur (最佳導演)
- Bestes Drehbuch (最佳編劇)
- Bester Hauptdarsteller (最佳男主角)
- Beste Hauptdarstellerin (最佳女主角)
- Bester Nebendarsteller (最佳男配角)
- Beste Nebendarstellerin (最佳女配角)
- Bester Nachwuchsschauspieler (最佳新演員)
- Bester Schnitt (最佳剪接)
- Beste Art Direction (最佳美術指導)
- Beste Kamera (最佳攝影)
- Bestes Kostüm & Make Up Design (最佳服裝造型設計)
- Beste Action Choreographie (最佳動作指導)
- Beste Original Filmmusik (最佳電影配樂)
- Bester Original Filmsong (最佳電影歌曲)
- Bestes Sound Design (最佳音響效果)
- Beste Visual Effects (最佳視覺效果)
- Bester Nachwuchsregisseur (新晉導演)
- Bester chinesischsprachiger Film in Asien (最佳亞洲華語電影)
- Bester chinesischsprachiger Film in Festlandchina und Taiwan (最佳兩岸華語電影)

## Gewinner in der Kategorie „Bester Film“
- 1982: Father and Son (1981)
- 1983: Boat People (1982)
- 1984: Banbianren (1983)
- 1985: Homecoming (1984)
- 1986: Police Story (1985)
- 1987: City Wolf (1986)
- 1988: An Autumn's Tale (1987)
- 1989: Rouge (1987)
- 1990: Beyond the Sunset (1989)
- 1991: Days of Being Wild (1991)
- 1992: To Be Number One (1991)
- 1993: Cageman (1992)
- 1994: C'est la vie, mon chéri (1994)
- 1995: Chungking Express (1994)
- 1996: Summer Snow (1994)
- 1997: Comrades: Almost a Love Story (1996)
- 1998: Made In Hong Kong (1997)
- 1999: Beast Cops (1998)
- 2000: Ordinary Heroes (1998)
- 2001: Tiger and Dragon (2000)
- 2002: Shaolin Kickers (2001)
- 2003: Infernal Affairs (2002)
- 2004: Running On Karma (2003)
- 2005: Kung Fu Hustle (2004)
- 2006: Election (2005)
- 2007: After This Our Exile (2006)
- 2008: The Warlords (2007)
- 2009: Ip Man (2008)
- 2010: Bodyguards and Assassins (2009)
- 2011: Gallants (2010)
- 2012: Tao Jie – Ein einfaches Leben (2011)
- 2013: Cold War (2012)
- 2014: The Grandmaster (2013)
- 2015: The Golden Era (2014)
- 2016: Ten Years (2015)
- 2017: Trivisa (2016)
- 2018: Our Time Will Come (2017)
- 2019: Project Gutenberg
- 2020: Better Days
- 2022: Raging Fire (2021)
- 2023: To My Nineteen-Year-Old Self (2022)
- 2024: A Guilty Conscience (2023)
- 2025: Twilight of the Warriors: Walled In (2024)

## Gewinner in der Kategorie „Bester Regisseur“
- 1982: Allan Wong für Father and Son (1981)
- 1983: Ann Hui für Boat People (1982)
- 1984: Allen Fong für Banbianren (1983)
- 1985: Yim Ho für Homecoming (1984)
- 1986: Mabel Cheung für Illegal Immigrant (1985)
- 1987: Allen Fong für Just Like Weather (1986)
- 1988: Ringo Lam für City on Fire (1987) (1987)
- 1989: Stanley Kwan für Rouge (1987)
- 1990: John Woo für The Killer (1989) (1989)
- 1991: Wong Kar-Wai für Days of Being Wild (1991)
- 1992: Tsui Hark für Once Upon a Time in China (1991)
- 1993: Jacob Cheung für Cageman (1992)
- 1994: Derek Yee für C'est la vie, mon chéri (1994)
- 1995: Wong Kar-Wai für Chungking Express (1994)
- 1996: Ann Hui für Summer Snow (1994)
- 1997: Peter Chan für Comrades: Almost a Love Story (1996)
- 1998: Fruit Chan für Made in Hong Kong (1997)
- 1999: Gordon Chan und Dante Lam für Beast Cops (1998)
- 2000: Johnnie To für The Mission – Ihr Geschäft ist der Tod (1999)
- 2001: Ang Lee für Tiger and Dragon (2000)
- 2002: Stephen Chow für Shaolin Kickers (2001)
- 2003: Andrew Lau und Alan Mak für Infernal Affairs (2002)
- 2004: Johnnie To für PTU (2003)
- 2005: Derek Yee für One Nite in Mongkok (2004)
- 2006: Johnnie To für Election (2005)
- 2007: Patrick Tam für After This Our Exile (2006)
- 2008: Peter Chan für The Warlords (2007)
- 2009: Ann Hui für The Way We Are (2008)
- 2010: Teddy Chan für Bodyguards and Assassins (2009)
- 2011: Tsui Hark für Detective Dee und das Geheimnis der Phantomflammen (2010)
- 2012: Ann Hui für Tao Jie – Ein einfaches Leben (2011)
- 2013: Longman Leung und Sunny Luk für Cold War (2012)
- 2014: Wong Kar-Wai für The Grandmaster (2013)
- 2015: Ann Hui für The Golden Era (2014)
- 2016: Tsui Hark für Die letzte Schlacht am Tigerberg (2014)
- 2017: Jevons Au, Frank Hui und Vicky Wong für Trivisa (2016)
- 2018: Ann Hui für Our Time Will Come (2017)
- 2019: Felix Chong für Project Gutenberg (2018)
- 2020: Derek Tsang für Better Days (2019)

## Gewinner in der Kategorie „Bestes Drehbuch“
- 1982: Alfred Cheung für The Story of Woo Viet (1981)
- 1983: Yau Tai On Ping für Boat People (1982)
- 1984: Alfred Cheung Let's Make Laugh (1983)
- 1985: Liang Kong für Homecoming (1984)
- 1986: Jamie Luk und Tang Wing Hung für Love with a Perfect Stranger (1985)
- 1987: Kit Lai und Tai An-Ping Chiu für Love Unto Waste (1986)
- 1988: Alex Law für An Autumn's Tale (1987)
- 1989: Lip Wang Fung, Siu Kwok Wah, Gordon Chan und Yip Kwong Kim für Heart to Hearts (1988)
- 1990: Jacob Cheung und Chan Kam Cheung für Beyond the Sunset (1989)
- 1991: Chan Man Keung für Queen of Temple Street (1990)
- 1992: Johnny Mak und Stephen Siu für To Be Number One (1991)
- 1993: Yank Wong, Ng Chong Chau und Jacob Cheung für Cageman (1992)
- 1994: Derek Yee für C'est la vie, mon chéri (1994)
- 1995: Raymond To für I Have A Date With Spring (1994)
- 1996: Chan Man Keung für Summer Snow (1995)
- 1997: Ivy Ho für Comrades: Almost a Love Story (1996)
- 1998: Raymond To für The Mad Phoenix (1997)
- 1999: Chan Hing-ka und Gordon Chan für Beast Cops (1998)
- 2000: Sylvia Chang und Cat Kwan für Tempting Heart (1999)
- 2001: Fruit Chan für Durian Durian (2000)
- 2002: Ivy Ho für July Rhapsody (2002)
- 2003: Alan Mak und Felix Chong für Infernal Affairs (2002)
- 2004: Wai Ka-Fai, Yau Nai-hoi, Au Kin-Yee und Yip Tin-Shing für Running On Karma (2003)
- 2005: Derek Yee für One Nite In Mongkok (2004)
- 2006: Yau Nai-Hoi und Yip Tin-Shing für Election (2005)
- 2007: Patrick Tam und Tian Koi-Leong für After This Our Exile (2006)
- 2008: Wai Ka-Fai und Au Kin-Yee für Mad Detective (2007)
- 2009: Lou Shiu-Wa für The Way We Are (2008)
- 2010: Alex Law für Echoes of the Rainbow (2010)
- 2011: Pang Ho-cheung und Heiward Mak für Love in a Puff (2010)
- 2012: Susan Chan für Tao Jie – Ein einfaches Leben (2011)
- 2013: Longman Leung und Sunny Luk für Cold War (2012)
- 2014: Zou Jingzhi, Xu Haofeng und Wong Kar-Wai für The Grandmaster (2013)
- 2015: Alan Mak und Felix Chong für Overheard 3 (2014)
- 2016: Philip Yung für Port of Call (2015)
- 2017: Loong Man Hong, Thomas Ng und Mak Tin Shu für Trivisa (2016)
- 2018: Sylvia Chang und You Xiaoying für Love Education (2017)
- 2019: Felix Chong für Project Gutenberg (2018)
- 2020: Lam Wing Sum, Li Yuan und Xu Yimeng für Better Days (2019)

## Gewinner in der Kategorie „Beste Hauptdarstellerin“
- 1982: Kara Hui für My Young Auntie (1981)
- 1983: Lam Pik-Kei für Lonely Fifteen (1982)
- 1984: Cecilia Yip Tung für Let's Make Laugh (1983)
- 1985: Siqin Gaowa für Homecoming (1984)
- 1986: Pauline Wong für Love With a Perfect Stranger (1985)
- 1987: Sylvia Chang für Passion (1986)
- 1988: Josephine Siao für The Wrong Couples (1987)
- 1989: Anita Mui für Rouge (1988)
- 1990: Maggie Cheung für A Fishy Story (1989)
- 1991: Carol Cheng für Her Fatal Ways (1990)
- 1992: Cecilia Yip für This Thing Called Love (1991)
- 1993: Maggie Cheung für Centre Stage (1992)
- 1994: Anita Yuen für C'est la vie, mon chéri (1993)
- 1995: Anita Yuen für He's a Woman, She's a Man (1994)
- 1996: Josephine Siao für Summer Snow (1995)
- 1997: Maggie Cheung für Comrades: Almost a Love Story (1996)
- 1998: Maggie Cheung für The Soong Sisters (1997)
- 1999: Sandra Ng für Portland Street Blues (1998)
- 2000: Helena Lo für Bullets Over Summer (1999)
- 2001: Maggie Cheung für In the Mood for Love (2000)
- 2002: Sylvia Chang für Forever and Ever (2001)
- 2003: Angelica Lee für The Eye (2002)
- 2004: Cecilia Cheung für Lost in TIme (2003)
- 2005: Zhang Ziyi für 2046 (2004)
- 2006: Zhou Xun für Perhaps Love (2005)
- 2007: Gong Li für Der Fluch der goldenen Blume (2006)
- 2008: Siqin Gaowa für The Postmodern Life of My Aunt (2006)
- 2009: Nina Paw für The Way We Are (2008)
- 2010: Kara Hui für At the End of Daybreak (2009)
- 2011: Carina Lau für Detective Dee und das Geheimnis der Phantomflammen (2010)
- 2012: Deanie Ip für Tao Jie – Ein einfaches Leben (2011)
- 2013: Miriam Yeung für Love in the Buff (2012)
- 2014: Zhang Ziyi für The Grandmaster (2013)
- 2015: Zhao Wei für Dearest (2014)
- 2016: Jessie Li für Port Of Call (2015)
- 2017: Kara Hui für Happiness (2016)
- 2018: Teresa Mo für Tomorrow Is Another Day (2018)
- 2019: Chloe Maayan für Three Husbands (2018)
- 2020: Zhou Dongyu für Better Days (2019)

## Gewinner in der Kategorie „Bester Hauptdarsteller“
- 1982: Michael Hui für Security Unlimited (1981)
- 1983: Karl Maka für Mad Mission (1982) und Sammo Hung für Carry On Pickpocket (1982)
- 1984: Tony Leung Ka-Fai für Reign Behind a Curtain (1983)
- 1985: Danny Lee Sau-Yin für Law with Two Phases (1984)
- 1986: Kent Cheng für Why Me? (1985)
- 1987: Chow Yun-Fat für City Wolf (1986)
- 1988: Chow Yun-Fat für City on Fire (1987)
- 1989: Sammo Hung für Leben hinter Masken (1988)
- 1990: Chow Yun-Fat für All About Ah-Long (1989)
- 1991: Leslie Cheung für Days of Being Wild (1991)
- 1992: Eric Tsang für Alan & Eric – Between Hello and Goodbye (1991)
- 1993: Tony Leung Ka-Fai für 92 Legendary La Rose Noire (1992)
- 1994: Anthony Wong Chau-Sang für The Untold Story (1993)
- 1995: Tony Leung Chiu Wai für Chungking Express (1994)
- 1996: Roy Chiao für Summer Snow (1995)
- 1997: Kent Cheng für The Log (1996)
- 1998: Tony Leung Chiu Wai für Happy Together (1997)
- 1999: Anthony Wong Chau-Sang für Beast Cop (1998)
- 2000: Andy Lau für Running Out of Time (1999)
- 2001: Tony Leung Chiu Wai für In the Mood for Love (2000)
- 2002: Stephen Chow für Shaolin Kickers (2001)
- 2003: Tony Leung Chiu Wai für Infernal Affairs (2002)
- 2004: Andy Lau für Running on Karma (2003)
- 2005: Tony Leung Chiu Wai für 2046 (2002)
- 2006: Tony Leung Ka-Fai für Election (2005)
- 2007: Sean Lau für My Name Is Fame (2006)
- 2008: Jet Li für The Warlords (2007)
- 2009: Nick Cheung für Beast Stalker (2008)
- 2010: Simon Yam für Echoes of the Rainbow (2010)
- 2011: Nicholas Tse für The Stool Pigeon (2010)
- 2012: Andy Lau für Tao Jie – Ein einfaches Leben (2011)
- 2013: Tony Leung Ka-Fai für Cold War (2012)
- 2014: Nick Cheung für Unbeatable (2013)
- 2015: Sean Lau für Overheard 3 (2014)
- 2016: Aaron Kwok für Port Of Call (2015)
- 2017: Gordon Lam für Trivisa (2016)
- 2018: Louis Koo für Paradox (2017)
- 2019: Anthony Wong Chau-Sang für Still Human (2018)
- 2020: Tai Bo für Suk Suk (2019)

## Die 100 besten chinesischen Filme
Aus Anlass des hundertjährigen Bestehens des chinesischen Films wurde bei den 24. Hong Kong Film Awards am 27. März 2005 eine Liste mit den 100 besten chinesischen Filmen veröffentlicht. Die eigentlich 103 Filme von 101 Filmemachern, Kritikern und Filmwissenschaftlern ausgewählt. Es sind 24 davon aus Festlandchina (11 vor 1949, 13 nach 1949), 61 aus Hongkong und 16 aus Taiwan, sowie je eine Hongkong-VR China- und eine Hongkong-Taiwan-Koproduktion.

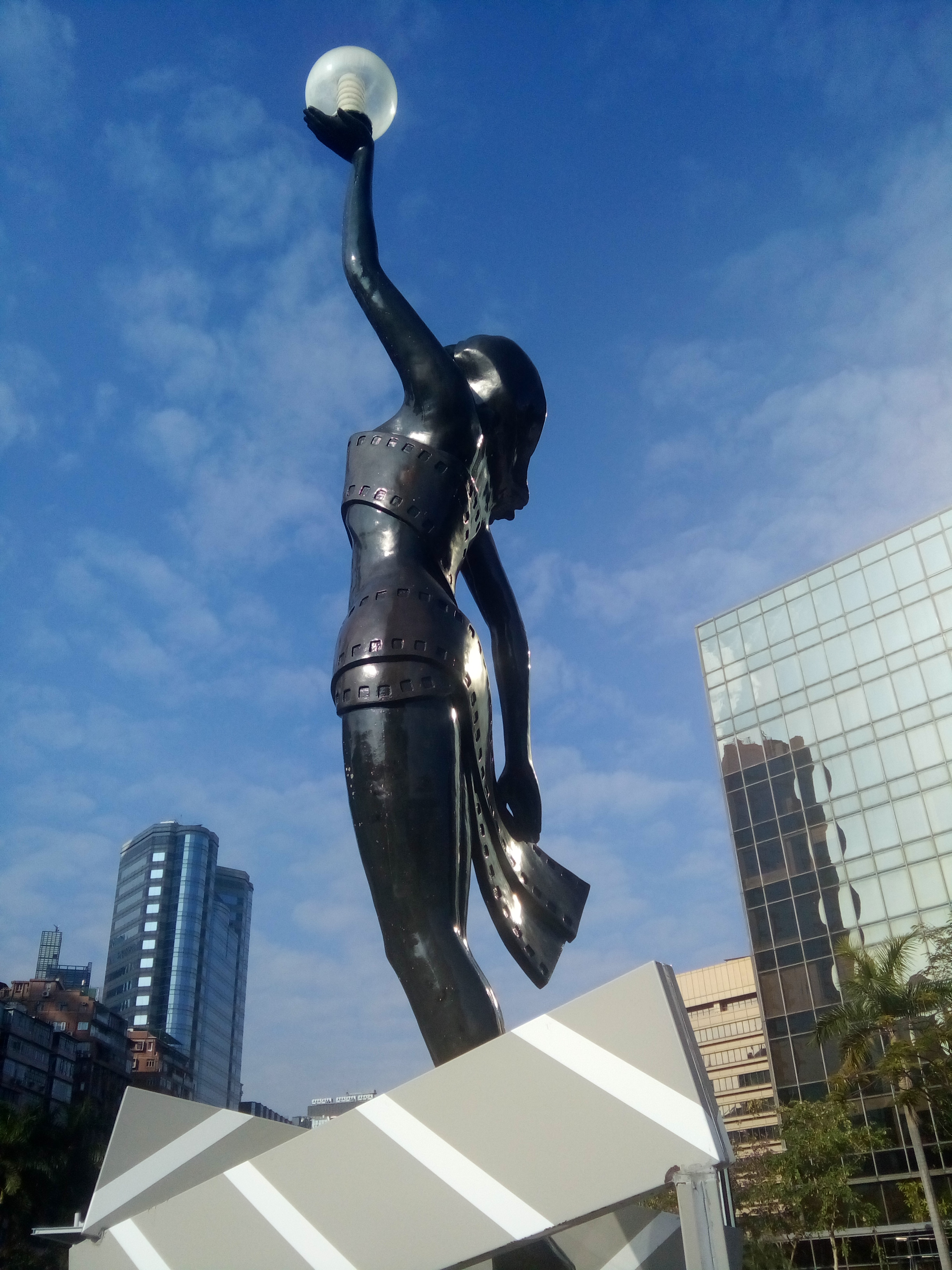
Seitenansicht der Statue der „Hong Kong Film Award“, 2016

| Rang | Titel                                              | Jahr | Produktionsort    | Regisseur(e)                             |
| ---- | -------------------------------------------------- | ---- | ----------------- | ---------------------------------------- |
| 1    | Spring in a Small Town                             | 1948 | China             | Fei Mu                                   |
| 2    | City Wolf                                          | 1986 | Hong Kong         | John Woo                                 |
| 3    | Days of Being Wild                                 | 1990 | Hong Kong         | Wong Kar-Wai                             |
| 4    | Gelbe Erde                                         | 1984 | China             | Chen Kaige                               |
| 5    | Die Stadt der Traurigkeit                          | 1989 | Taiwan            | Hou Hsiao-Hsien                          |
| 6    | Long Arm of the Law                                | 1984 | Hong Kong         | Johnny Mak                               |
| 7    | Die Herberge zum Drachentor                        | 1967 | Taiwan            | King Hu                                  |
| 8    | Boat People                                        | 1982 | Hong Kong         | Ann Hui                                  |
| 9    | Ein Hauch von Zen                                  | 1971 | Taiwan            | King Hu                                  |
| 10   | Tiger and Dragon                                   | 2000 | Taiwan, Hong Kong | Ang Lee                                  |
| 11   | Street Angel                                       | 1937 | China             | Yuan Muzhi                               |
| 12   | Ein Sommer zum Verlieben                           | 1991 | Taiwan            | Edward Yang                              |
| 13   | The Private Eye                                    | 1976 | Hong Kong         | Michael Hui                              |
| 14   | The Mission – Ihr Geschäft ist der Tod             | 1999 | Hong Kong         | Johnnie To                               |
| 15   | One Armed-Swordsman                                | 1967 | Hong Kong         | Chang Cheh                               |
| 16   | Bruce Lee – Todesgrüße aus Shanghai                | 1972 | Hong Kong         | Lo Wei                                   |
| 17   | In the Heat of the Sun                             | 1994 | China             | Jiang Wen                                |
| 18   | In the Face of Demolition                          | 1953 | Hong Kong         | Li Tie                                   |
| 19   | A Chinese Odyssey                                  | 1995 | Hong Kong         | Jeffery Lau                              |
| 20   | The Arch                                           | 1970 | Hong Kong         | Tang Shu-Shuen                           |
| 21   | Rouge                                              | 1988 | Hong Kong         | Stanley Kwan                             |
| 22   | Chungking Express                                  | 1994 | Hong Kong         | Wong Kar-Wai                             |
| 23   | Homecoming                                         | 1984 | Hong Kong         | Yim Ho                                   |
| 24   | The Time to Live and the Time to Die               | 1985 | Taiwan            | Hou Hsiao-Hsien                          |
| 25   | Rotes Kornfeld                                     | 1987 | China             | Zhang Yimou                              |
| 26   | Father and Son                                     | 1981 | Hong Kong         | Allen Fong                               |
| 27   | Die Wasser des Frühlingsstromes fließen nach Osten | 1947 | China             | Cai Chusheng                             |
| 28   | Comrades: Almost a Love Story                      | 1996 | Hong Kong         | Peter Chan                               |
| 29   | The Goddess                                        | 1934 | China             | Wu Yonggang                              |
| 30   | The Big Road                                       | 1934 | China             | Sun Yu                                   |
| 31   | The Secret                                         | 1979 | Hong Kong         | Ann Hui                                  |
| 32   | Infernal Affairs                                   | 2002 | Hong Kong         | Andrew Lau, Alan Mak                     |
| 33   | Drunken Master                                     | 1978 | Hong Kong         | Yuen Woo-ping                            |
| 34   | The Butterfly Murders                              | 1979 | Hong Kong         | Tsui Hark                                |
| 35   | Dōngxié Xīdú                                       | 1994 | Hong Kong         | Wong Kar-Wai                             |
| 36   | Made In Hong Kong                                  | 1997 | Hong Kong         | Fruit Chan                               |
| 37   | Sorrows of the Forbidden City                      | 1948 | China             | Zhu Shilin                               |
| 38   | Liang Shan-po and Chu Ying-t'ai                    | 1963 | Hong Kong         | Li Han Hsiang                            |
| 39   | The Story of A Discharged Prisoner                 | 1967 | Hong Kong         | Lung Kong                                |
| 40   | Zu Warriors                                        | 1983 | Hong Kong         | Tsui Hark                                |
| 41   | The Terrorizer                                     | 1986 | Taiwan            | Edward Yang                              |
| 42   | The Killer                                         | 1989 | Hong Kong         | John Woo                                 |
| 43   | Once Upon a Time in China                          | 1991 | Hong Kong         | Tsui Hark                                |
| 44   | Centre Stage                                       | 1992 | Hong Kong         | Stanley Kwan                             |
| 45   | Die Geschichte der Qiu Ju                          | 1992 | China             | Zhang Yimou                              |
| 46   | This Life of Mine                                  | 1950 | China             | Shi Hui                                  |
| 47   | Kingdom and the Beauty                             | 1959 | Hong Kong         | Li Han Hsiang                            |
| 48   | The Winter                                         | 1969 | Taiwan            | Li Han Hsiang                            |
| 49   | An Autumn's Tale                                   | 1987 | Hong Kong         | Mabel Cheung                             |
| 50   | A Chinese Ghost Story                              | 1987 | Hong Kong         | Ching Siu-Tung                           |
| 51   | The Purple Hairpin                                 | 1959 | Hong Kong         | Li Tie                                   |
| 52   | The Orphan                                         | 1960 | Hong Kong         | Lee Sun-Fung                             |
| 53   | Two Stage Sisters                                  | 1965 | China             | Xie Jin                                  |
| 54   | City on Fire                                       | 1987 | Hong Kong         | Ringo Lam                                |
| 55   | Lebewohl, meine Konkubine                          | 1993 | China, Hong Kong  | Chen Kaige                               |
| 56   | Yi Yi – A One and a Two                            | 2000 | Taiwan            | Edward Yang                              |
| 57   | Cold Nights                                        | 1955 | Hong Kong         | Lee Sun-fung                             |
| 58   | Po Xiao Shi Fen                                    | 1967 | Taiwan            | Sung Tsu-Shou                            |
| 59   | Regen in den Bergen                                | 1979 | Taiwan            | King Hu                                  |
| 60   | Police Story                                       | 1985 | Hong Kong         | Jackie Chan                              |
| 61   | C'est la vie, mon chéri                            | 1993 | Hong Kong         | Derek Yee                                |
| 62   | Das Hochzeitsbankett                               | 1993 | Taiwan            | Ang Lee                                  |
| 63   | Platform                                           | 2000 | China             | Jia Zhangke                              |
| 64   | The Wild, Wild Rose                                | 1960 | Hong Kong         | Wang Tian-Lin                            |
| 65   | The Great Devotion                                 | 1960 | Hong Kong         | Chor Yuen                                |
| 66   | My Intimate Partner                                | 1960 | Hong Kong         | Kim Chun                                 |
| 67   | Dangerous Encounters of the First Kind             | 1980 | Hong Kong         | Tsui Hark                                |
| 68   | Ah Ying / Ban Bian Ren                             | 1983 | Hong Kong         | Allen Fong                               |
| 69   | Durian Durian                                      | 2000 | Hong Kong         | Fruit Chan                               |
| 70   | Little Toys                                        | 1933 | China             | Sun Yu                                   |
| 71   | Ai Le Zhong Nian                                   | 1949 | China             | Sang Hu                                  |
| 72   | The House of 72 Tenants                            | 1973 | Hong Kong         | Chor Yuen                                |
| 73   | Nomad                                              | 1982 | Hong Kong         | Patrick Tam                              |
| 74   | Liebe wie Staub im Wind                            | 1986 | Taiwan            | Hou Hsiao-Hsien                          |
| 75   | 92 Legendary La Rose Noirel                        | 1992 | Hong Kong         | Jeffery Lau                              |
| 76   | Shaolin Kickers                                    | 2002 | Hong Kong         | Stephen Chow                             |
| 77   | Ye ban ge sheng                                    | 1937 | China             | Ma-Xu Weibang                            |
| 78   | China Behind                                       | 1974 | Hong Kong         | Tong Shu-Shuen                           |
| 79   | The Spooky Bunch                                   | 1980 | Hong Kong         | Ann Hui                                  |
| 80   | Taipei Story                                       | 1985 | Taiwan            | Edward Yang                              |
| 81   | The Blue Kite                                      | 1993 | China             | Tian Zhuangzhuang                        |
| 82   | Tai Tai Wan Sui                                    | 1948 | China             | Sang Hu                                  |
| 83   | Mambo Girl                                         | 1957 | Hong Kong         | Yi Wen                                   |
| 84   | Feast of a Rich Family                             | 1959 | Hong Kong         | Lee Sun-Fung, Li Tie, Ng Wui, Lo Ji-Hung |
| 85   | Execution in Autumn                                | 1972 | Taiwan            | Lee Hsing                                |
| 86   | Hibiscus Town                                      | 1986 | China             | Xie Jin                                  |
| 87   | God of Gamblers                                    | 1989 | Hong Kong         | Wong Jing                                |
| 88   | As Tears Go By                                     | 1988 | Hong Kong         | Wong Kar-Wai                             |
| 89   | Happy Together                                     | 1997 | Hong Kong         | Wong Kar-Wai                             |
| 90   | In the Mood for Love                               | 2000 | Hong Kong         | Wong Kar-Wai                             |
| 91   | The Light of Ten Thousand Homes                    | 1948 | China             | Shen Fu                                  |
| 92   | Festival Moon                                      | 1953 | Hong Kong         | Zhu Shilin                               |
| 93   | Parents' Hearts                                    | 1955 | Hong Kong         | Kim Chun                                 |
| 94   | Lin Zexu                                           | 1959 | China             | Zheng Junli                              |
| 95   | Dreams of the Red Chambers                         | 1962 | China             | Cen Fan                                  |
| 96   | Digital Master                                     | 1983 | Hong Kong         | Kirk Wong                                |
| 97   | Shanghai Blues                                     | 1984 | Hong Kong         | Tsui Hark                                |
| 98   | Eight Diagram Pole Fighter                         | 1984 | Hong Kong         | Liu Chia-Liang                           |
| 99   | The Black Cannon Incident                          | 1985 | China             | Huang Jianxin                            |
| 100  | Rebels of the Neon God                             | 1992 | Taiwan            | Tsai Ming-liang                          |
| 101  | Der Meister des Puppenspiels (Ximen renshen)       | 1993 | Taiwan            | Hou Hsiao-Hsien                          |
| 102  | Summer Snow                                        | 1995 | Hong Kong         | Ann Hui                                  |
| 103  | Keiner weniger                                     | 1998 | China             | Zhang Yimou                              |